# Clarence Irving Lewis
Clarence Irving Lewis (12. dubna 1883 Stoneham, Massachusetts – 3. únor 1964 Menlo Park, Kalifornie) byl americký filozof a logik, představitel pragmatismu.
Působil na Harvardově univerzitě, učil i v Princetonu a Stanfordu. Zastával konceptualistický pragmatismus.

## Dílo
- A Survey of Symbolic Logic, 1918
- Mind and the World Order, 1929
- Symbolic Logic, (spolu s CH Langfordem) 1932
- An Analysis of Knowledge and Valuation, 1946